# SiIvaGunner
SiIvaGunner ([ˈsiːvəˌɡʌnər]) (anteriormente conhecido como GiIvaSunner, [ˈɡiːvəˌsʌnər]) é um grupo musical de paródias do YouTube. O canal é baseado principalmente em vídeos bait-and-switch que afirmam ser "rips de alta qualidade" de música de jogos eletrônicos que são na realidade remixes, paródias ou mashups, geralmente incorporando memes.
O canal carrega vídeos no estilo de muitos outros canais do YouTube baseados em trilha sonora; os vídeos do canal são normalmente imagens estáticas, geralmente do logotipo do jogo em questão, com uma música tocando sobre ele. Esses vídeos são intencionalmente enganosos para levar o espectador a acreditar que são músicas reais da trilha sonora de um jogo. As músicas carregadas, no entanto, são remixes e mashups, muitas vezes incorporando memes da Internet ou outras piadas específicas do canal, como o tema de introdução de The Flintstones, 7 Grand Dad, The Nutshack, "Snow Halation" de Love Live!, "We Are Number One" de LazyTown, e a música tema de Space Jam
No final de 2019, uma nova galeria de arte chamada Gallery Aferro apresentou uma exposição intitulada "Elevator Music 6: SiIvaGunner" com curadoria de Juno Zago. Foi uma exibição auditiva que continha uma coleção de remixes de SiIvaGunner de música clássica e nova de jogos eletrônicas tocada dentro de um elevador Otis reformado do início de 1900.